# 下穆拉赫
下穆拉赫是德国巴伐利亚州的一个市镇。总面积29.96平方公里，总人口1264人，其中男性640人，女性624人（2011年12月31日），人口密度42人/平方公里。